# 维莱讷河畔圣安娜
维莱讷河畔圣安娜（法語：Sainte-Anne-sur-Vilaine，法語發音：[sɛ̃t an syʁ vilɛn]）是法国伊勒-维莱讷省的一个市镇，属于勒东区。

## 地理
维莱讷河畔圣安娜（47°43'50"N, 1°49'32"W）面积28.57 平方千米，位于法国布列塔尼大區伊勒-维莱讷省，该省份为法国西北部沿海省份，位于布列塔尼半岛东部，北濒大西洋，西接阿摩尔滨海省和莫尔比昂省，南至大西洋卢瓦尔省，西南端接曼恩-卢瓦尔省，东临马耶讷省，东北与芒什省接壤。
与维莱讷河畔圣安娜接壤的市镇（或旧市镇、城区）包括：大富日赖、朗贡、梅尔内勒、拉诺埃布朗什、皮耶里克、吉普里-梅萨克。
维莱讷河畔圣安娜的时区为UTC+01:00、UTC+02:00（夏令时）。

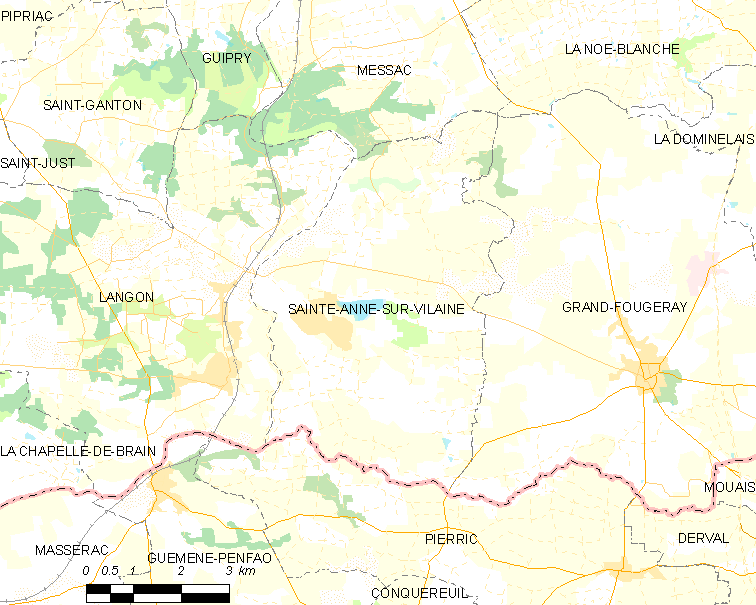
维莱讷河畔圣安娜的OSM定位图

## 行政
维莱讷河畔圣安娜的邮政编码为35390，INSEE市镇编码为35249。

## 政治
维莱讷河畔圣安娜所属的省级选区为布列塔尼地区班县。

## 人口

1962-2008年间维莱讷河畔圣安娜人口变化图示

维莱讷河畔圣安娜于2022年1月1日时的人口数量为1032人。